# Mordechaj Gebirtig

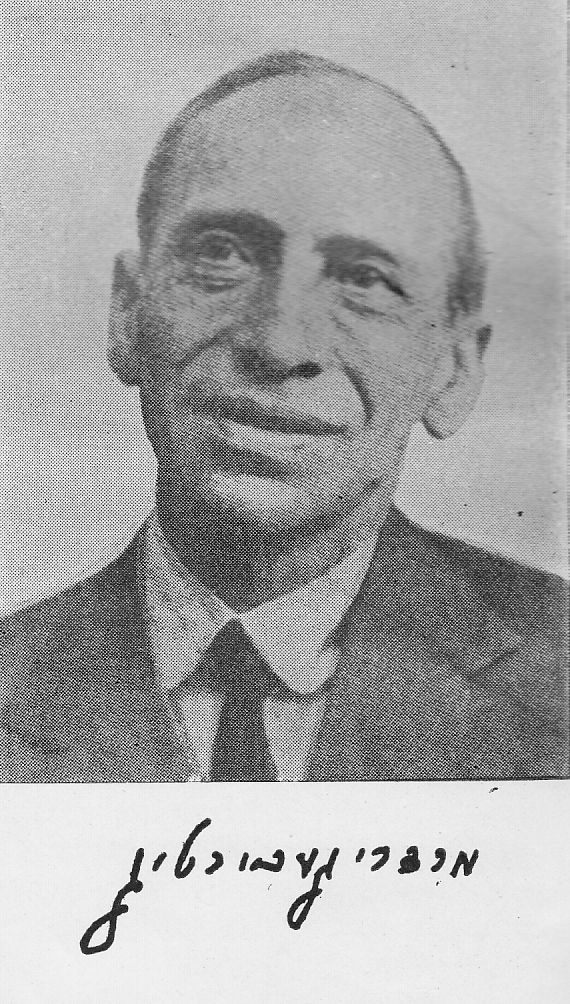
Mordechaj Gebirtig

Mordechaj Gebirtig (jiddisch מָרְדֳּכַי געבירטיג Mordekhay Gebirtig, ursprünglich kurz auch Mordechaj (Mordche) Bertig beziehungsweise deutsch Markus Bertig; geboren am 4. Mai 1877 in Krakau, Österreich-Ungarn; gestorben am 4. Juni 1942 im Ghetto Krakau) war ein jüdisch-polnischer Dichter und Komponist.

## Leben

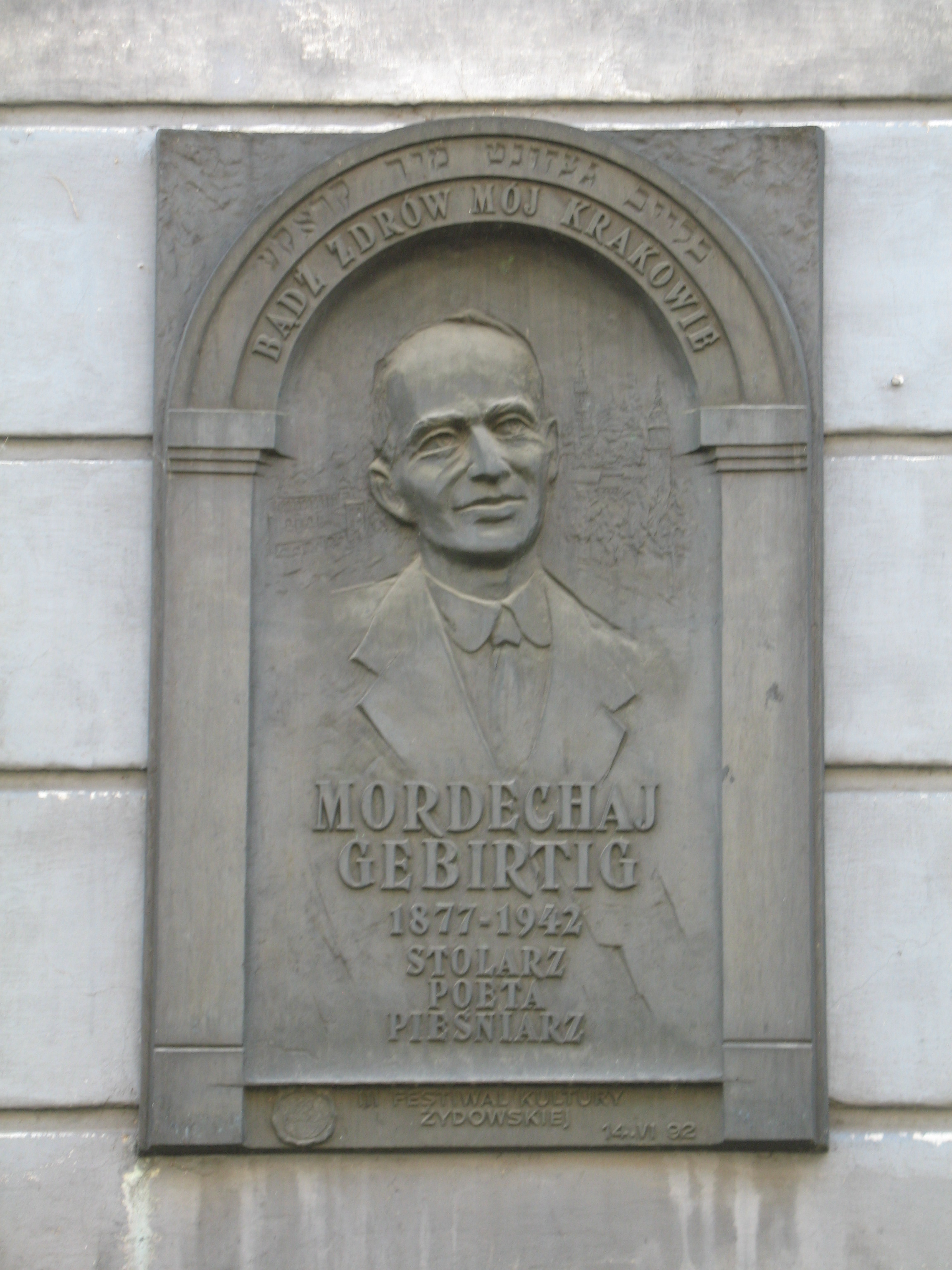
Gedenktafel an Gebirtigs Wohnhaus in Krakau

Über Gebirtigs erste zwanzig Jahre ist wenig Sicheres bekannt. Gebirtigs Eltern waren Kaufleute in Krakau. Dass er bis zum Alter von zehn Jahren in seiner Geburtsstadt einen traditionelle Cheder (jüdische Grundschule) besucht und anschließend eine Lehre als Tischler absolviert habe, wird heute in Frage gestellt.
Gebirtig fing seine Karriere als Künstler im frühen 20. Jahrhundert als Schauspieler einer Laientheatergruppe in Krakau an. Zu schreiben begann er möglicherweise mit Unterstützung des ebenfalls in Krakau wohnenden Abraham Reisen in der Zeitschrift Der Sozial Demokrat, dem Publikationsorgan der Jüdischen Sozialdemokratischen Partei Galiziens. Im Ersten Weltkrieg diente er als Soldat in der österreichisch-ungarischen Armee.
1920 veröffentlichte er seine erste Liedersammlung Folkßtimlech („volkstümlich“). In den folgenden Jahren wurde er mit seinen in jiddischer Sprache verfassten Liedern – Liebeslieder, Kinderlieder, Schlaflieder – zunehmend bekannt. Deren Texte waren einfach verständlich, die Melodien eingängig und wurden von Theaterkompanien Polens und der Vereinigten Staaten in ihre Programme übernommen. 1936 veröffentlichten Freunde und Bewunderer eine zweite Liedersammlung unter dem Titel Majne lider.
Im gleichen Maße, wie sich die Situation der jüdischen Bevölkerung in Polen in den 1930er Jahren verschlechterte, änderten sich die Inhalte von Gebirtigs Liedern. „Sie wurden schärfer, ironischer und politischer, ohne jedoch die Hoffnung und den Humor zu verlieren.“ 1938 schrieb er, vielleicht unter dem Einfluss des wachsenden Antisemitismus, das Lied S’brent. Das Stück, in dem Gebirtig zum Widerstand aufrief, wurde während des Holocausts berühmt.
Als Gebirtig im Oktober 1940 mit seiner Familie Kazimierz verlassen musste, verewigte er seinen Abschiedsschmerz in dem Gedicht Blajb gesunt mir, Kroke „Bleib gesund mir [= Lebe wohl], Krakau, ich seh heut zum letzten Mal dich und alles, was mir lieb ist, an meiner Mutter Grab das Herz sich ausgeweint, es ist so schwer zu gehen.“ Im Dorf am Stadtrand, wo er nun wohnte, schrieb er A tog fun nekome „Ein Tag der Rache“, ein ermutigendes Gedicht über den noch in der Zukunft liegenden Sturz der Peiniger. Mordechaj Gebirtig wurde bei einer Aussiedlungsaktion zusammen mit seinem Künstlerkollegen, dem Maler Abraham Neumann, auf dem Weg zum Bahnhof, von wo er hätte ins Vernichtungslager Belzec überführt werden sollen, von deutschen Besatzungssoldaten erschossen.

## Mordechaj Gebirtigs Musik

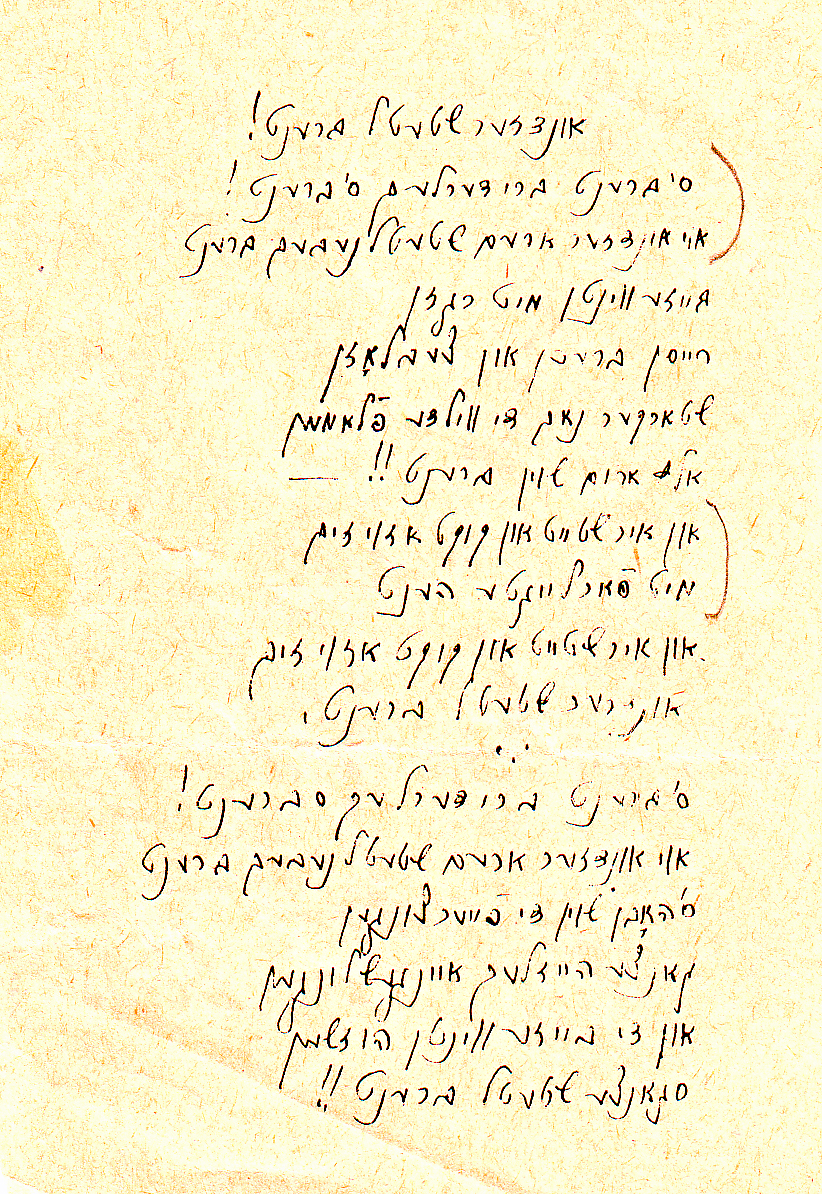
Erste Seite von Gebirtigs Handschrift des Gedichts Undzer shtetl brent (um 1938)

Nach der Shoah blieben rund 170 seiner Werke erhalten, darunter Wiegen- und Schlaflieder, Kinder- und Liebeslieder sowie Arbeiter-, Antikriegs- und Protestsongs. Etwa 90 davon wurden schon zu seinen Lebzeiten veröffentlicht. Gebirtigs Lieder haben laut der Wuppertaler Edition Künstlertreff „überlebt und nichts an Aktualität eingebüßt, sind Hoffnung und Mahnung zugleich. Sie führen uns auf eindringliche, ja auf liebevolle Weise in die jüdische Welt Osteuropas, die durch den Holocaust völlig vernichtet wurde. Die Liebe zu den Menschen macht das Gesamtwerk dieses genialen und außergewöhnlichen Dichters unverzichtbar für die Zivilisation und die Kultur des Erinnerns.“
So findet sich beispielsweise das Stück S’brennt (ס'ברענט) im Repertoire der experimentellen Rock- und Klezmer-Musikgruppe Oi Va Voi sowie der Liedermacherin Bettina Wegner, die auch sein Lied Hungerik dain Ketzele interpretiert hat. Eine Instrumentalversion von afn oiwn sitzt a maidl bildet den letzten Teil des Stückes Knöterich von SPILWUT. Eine von der israelischen Metal-Band Salem aufgenommene Version von S’brennt mit dem Titel Ha’ayara Bo’eret (העיירה בוערת) führte zu einer nationalen Kontroverse, die sogar die Knesset erreichte, wo diskutiert wurde, ob es für eine Metal-Band angemessen sei, solche Lieder zu spielen. Die Berliner Klezmer-Band Daniel Kahn & The Painted Bird nahm 2010 für ihr Album Lost Causes mehrere auf Gebirtigs Kompositionen basierende Lieder auf. Ebenso die Wiener Gegenstimmen, die den Arbetlosemarsch 2003 aufnahmen. Zusätzlich ist Mordechaj Gebirtig Autor des Liedes Kinderjahre (jiddisch קינדער יארן), das die Kindheit jüdischer Kinder in Krakau beschreibt. Ensemble DRAj hat seine 2006 erschienene CD nach diesem Lied kinderjorn betitelt und außer diesem zwei weitere Stücke Gebirtigs (Wer der erschter wet lachn und Awremele un Josele) eingespielt. Der Gitarrist und Sänger Daniel Kempin hat Gebirtig 1995 eine CD Krakow ghetto-notebook gewidmet, die im Auftrag des Holocaust Memorial Museum in Washington aufgenommen wurde. Der Wuppertaler Gitarrist und Sänger Manfred Lemm spielte mit unterschiedlichen Besetzungen 69 auf Gebirtigs Kompositionen basierende Lieder ein, die auf 4 CDs veröffentlicht wurden.
2014 wurde auf private Initiative ein Museum im ehemaligen Wohnhaus von Mordechai Gebirtig eingerichtet. Der Publizist Uwe von Seltmann plante einen Film über Gebirtig, der 2017 zum 75. Todestag veröffentlicht werden sollte. Die Finanzierung des Projekts scheiterte jedoch und der Film konnte nicht vollendet werden.

## Werke

### Musik
- Gehat hob ich a hejm. Edition Künstlertreff, Wuppertal – ISBN 3-9803098-1-9 (Schallplatte und Beiheft)
- Majn jowl. Edition Künstlertreff, Wuppertal – ISBN 3-9803098-3-5
- Der singer fun nojt. Edition Künstlertreff, Wuppertal – ISBN 3-9803098-2-7
- Farewell Cracow – Blayb gezunt mir, Kroke. Interpretiert von Bente Kahan. Studio Hard, Warschau (CD)
- Jiddische Lieder. Wuppertal 1992. – ISBN 3-9803098-0-0